# Analprolaps
Ein Analprolaps ist ein Vorfall (Prolaps) der Schleimhaut des Analkanals durch den Anus. Die Ursache ist in den meisten Fällen ein Hämorrhoidalleiden 4. Grades, seltener stark geschwollene Analpapillen im Zuge einer Analfissur.

## Diagnostik
Wichtig ist die Abgrenzung zum Rektumprolaps, bei dem nicht nur die Schleimhaut, sondern alle Schichten des Enddarms aus dem Anus austreten. Die Abgrenzung bereitet aufgrund des unterschiedlichen Aussehens des vorgefallenen Gewebes (radiäre Faltung beim Analprolaps, zirkuläre Faltung beim Rektumprolaps) in der Regel keine Probleme.
Da eine Einflussstauung infolge eines tiefsitzenden Rektumkarzinoms die seltene Ursache eines Analprolapses sein kann, muss durch eine entsprechende endoskopische Untersuchung (Rektoskopie, Koloskopie) ein Karzinom ausgeschlossen werden.

## Therapie
Fortdauernder Analprolaps wird in der Regel chirurgisch versorgt. Die Hämorrhoidektomie in ihren verschiedenen Ausführungsmöglichkeiten ist Mittel der Wahl zur Therapie, wenn Hämorrhoidalleiden den Anaprolaps verursachen. Bei anderen Ursachen wird gemäß der Grunderkrankung therapiert.